# .ae
.ae는 아랍에미리트의 국가 코드 최상위 도메인이다. 에티살랏에 의해 관리된다.

## 2차 도메인 등록
등록은 몇가지 분류 레이블 하에서 2차, 3차까지 허용되기도 한다. 보통 .co.ae가 상업체에 사용된다. .co.ae 등록은 등록자가 원하면 보유를 허용받을 수 있다.
- .ae — 회사, 조직, 개인
- .net.ae — 네트워크 제공업체
- .gov.ae — 정부, 내각
- .ac.ae — 단과대학, 대학교, 학원
- .sch.ae — 공립 학교, 사립 학교
- .org.ae — 비영리 기관
- .mil.ae — 군사
- .pro.ae — 전문
- .name.ae — 개인